# Billard Artistique
Billard Artistique, früher in Deutschland auch Kunststoß genannt, ist eine Karambolage-Variante, die nach den Grundregeln der Freien Partie gespielt wird. Ziel ist es dabei, mit dem Spielball die beiden anderen Bälle zu berühren. Als erschwerender Unterschied zu den anderen Varianten des Karambolagebillards gilt es, in maximal drei Versuchen bestimmte Figurvorgaben zu lösen, die in ihren Schwierigkeiten und Punktwertungen variieren.

## Gemeinsamkeiten und Unterschiede zu anderen Varianten des Karambolagebillards
Im Billard Artistique wird heute – ähnlich wie beim Dreiband-Billard – auf den meisten Turnieren nach Satzsystem gespielt (Best of 3 oder Best of 5).
Ein Satz besteht dabei aus 10 zu spielenden Figuren, die jeweils unterschiedlich viele Punkte geben. Die maximal zu erreichende Punktzahl ist durch entsprechende Verteilung der Figuren in jedem Satz 75.
Im Gegensatz zu allen anderen Karambolage-Spielarten wird das Spiel nicht kontinuierlich weitergespielt, d. h. der Spieler übernimmt nicht die Position des Gegenspielers am Tisch, sondern jeder Spieler spielt seine Figuren in maximal drei Versuchen für sich und bekommt diese vom Schiedsrichter aufgebaut.

## Figuren

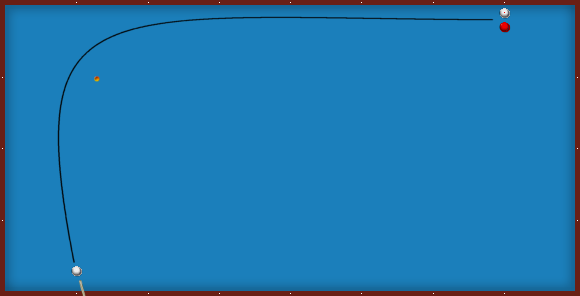
Figur A10 für 10 Punkte

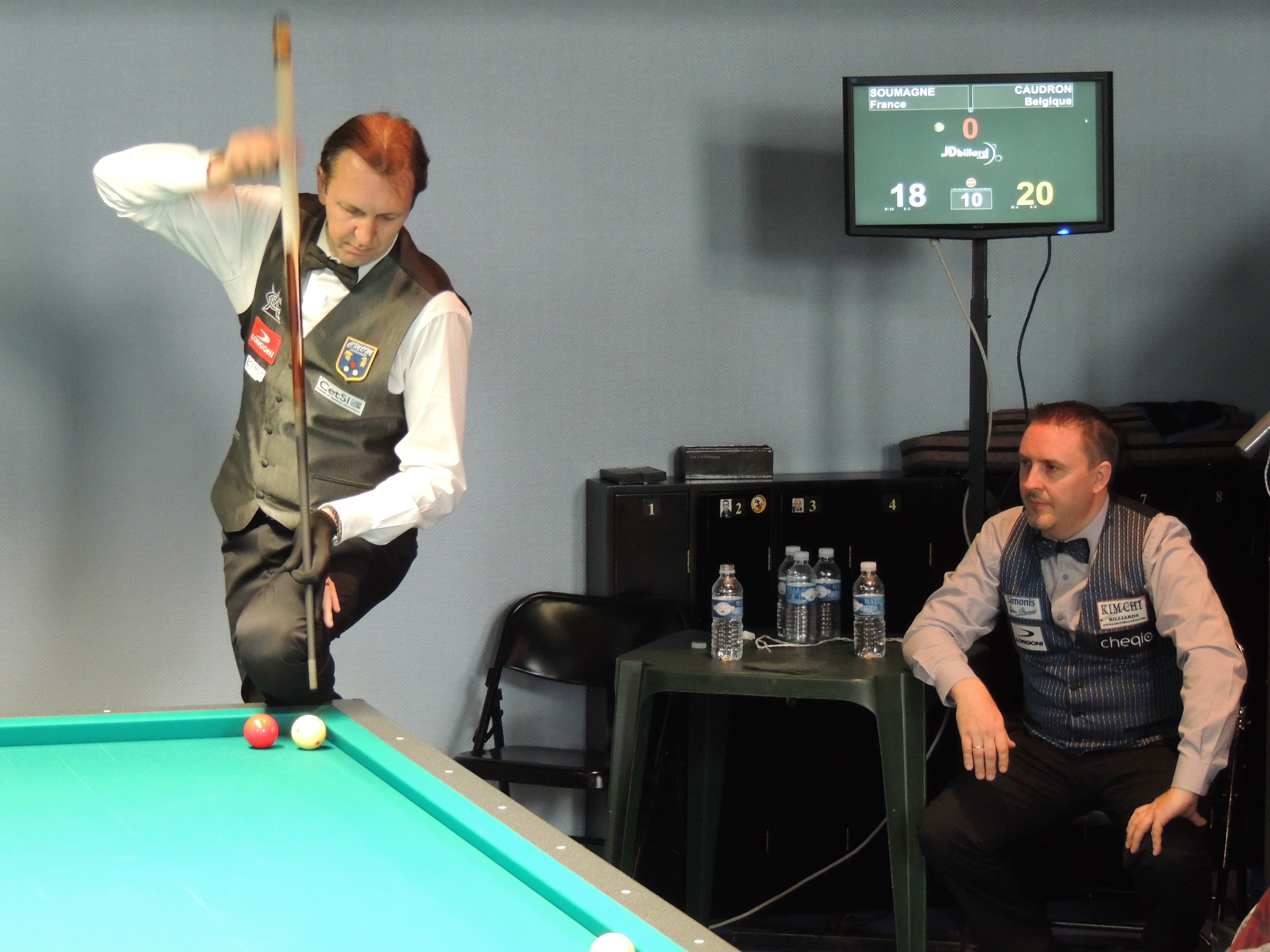
Jean Reverchon spielt einen Kopfstoß. Daneben sitzt Frédéric Caudron aus Belgien

Mit ansteigender Schwierigkeit erhält man für eine erfolgreich gelöste Figur mehr Punkte. Die Punktzahl variiert dabei zwischen 5 und 10 Punkten, wobei es unerheblich ist, mit welchem der maximal drei Versuche die Figur gelöst wurde. Insgesamt gibt es 100 verschiedene Figuren.
Die Figur A10 (Nr. 68) verdeutlicht die Schwierigkeit eines 10-Punkte-Stoßes. Bei dieser Figur ist der Spielball in der gegenüberliegenden Ecke der nahe beieinander liegenden Zielbälle platziert. Um dieses Ziel zu erreichen, muss ein Hindernis umrundet werden. Dies gelingt nur durch einen sogenannten Kopfstoß, bei dem das Queue hinten angehoben wird und dem Spielball dadurch ein entsprechendes Effet mitgegeben wird.
- Offizielle Figuren der CIBA:[1]
- Figurenprogramm Sätze A–I des ABD e. V.[2]

## Deutsche Meisterschaften
Seit 1975 werden Deutsche Meisterschaften im Billard Artistique ausgetragen. Während es bis 1990 mehrere unterschiedliche Sieger gab (siebenmal Gert Tiedtke, dreimal Norbert Schmidt, zweimal Werner Hutmacher, je einmal Günther Brockshus und Ralf Laakmann), dominierte ab 1991 Thomas Ahrens, der sich bis 2006 zwölf Titel holte. Nur dreimal – 1998, 2003 und 2004 – ging der Titel an seinen größten Konkurrenten Jan Osterloh. Erst 2007 erschien mit Baris Çin wieder ein neuer Name in der Siegerliste. Ab dem Jahr 2010 trug Bernd Singer aus Ingolstadt nach mehreren verlorenen Finals den Titel Deutscher Meister. Von 2017 bis 2019 war Marvin Heinrich Deutscher Meister. 
Als Austragungsort hatte sich in den 1990er Jahren das Billardleistungszentrum in Bottrop bewährt. Hier wurden die Meisterschaften von 1990/91 und ab 1992 bis zum Jahre 2005 ausgetragen. In Bottrop wurden die Spiele bereits 1987/88 ausgetragen, damals allerdings im Lichthof der Berufsschule.
Seit der Zusammenlegung aller Deutschen Billardmeisterschaften in der Saison 2005/2006 finden die Deutschen Meisterschaften im Billard Artistique in Bad Wildungen gleichzeitig mit allen anderen Disziplinen statt.
In Deutschland wird die Artistique-Szene vom Artistique-Billard-Deutschland e. V. gemanagt und am Leben erhalten. Hier waren federführend der Präsident und Mitbegründer Heinz-Walter Kohlmeier sowie Franz Heigl als Vizepräsident für den Sportbereich. Beide Funktionäre sind auch seit vielen Jahren selbst erfolgreiche Artisten mit hohen Ranglistenplatzierungen und internationaler Erfahrung. Seit 2018 ist Dirk Roos Präsident und erster Ansprechpartner.